# Spišské Tomášovce (przystanek kolejowy)
Spišské Tomášovce – przystanek kolejowy we wsi Spišské Tomášovce w kraju koszyckim na linii kolejowej nr 180 na Słowacji.